# Kurt Martin (Kunsthistoriker)
Kurt Martin (* 31. Januar 1899 in Zürich, Schweiz; † 27. Januar 1975 in Bad Wiessee) war ein deutscher Kunsthistoriker und Museumsleiter.
Nach Stationen bei der Kunsthalle Mannheim und beim Badischen Landesmuseum wurde Martin 1934 durch Förderung des NS-Gauleiters Robert Wagner Direktor der Staatlichen Kunsthalle Karlsruhe. Dies blieb er bis 1956. Martin organisierte in den ersten Jahren seiner Tätigkeit in Karlsruhe umfassende Umbau- und Renovierungsarbeiten, erweiterte die Sammlung und ordnete sie neu. Daneben widmete er sich intensiv der Volksbildung mit einem Schwerpunkt auf Hans Thoma. Unter Martins Leitung erwarb die Kunsthalle viele Werke aus Sammlungen von NS-Verfolgten.
1940 wurde Martin zusätzlich Leiter der städtischen Museen von Straßburg und Generalbevollmächtigter für die Museen im Elsass und in Baden. In diesen Funktionen wirkte Martin daran mit, Robert Wagners Vision eines deutsch geprägten kulturellen Mustergaus Elsaß-Baden vorzubereiten. Dabei propagierte er das Ziel, den „Einfluss der französischen Kulturpropaganda im Elsaß zu überwinden und auszumerzen“. Er war daran beteiligt, NS-Verfolgte und frankreichtreue Franzosen, so genannte „Reichsfeinde“ um ihre Sammlungen zu enteignen und Kunstwerke, die wegen des drohenden Einmarsches der Deutschen ins Innere Frankreichs gebracht worden waren, wieder in das verdeckt annektierte Elsass zu bringen. Der Schwerpunkt der musealen Tätigkeit Martins lag im Erwerb von rund 500 Kunstwerken in Paris, den Niederlanden und Deutschland, darunter – soweit bekannt – wenige direkt von NS-Verfolgten beschaffte Werke. 1941 sträubte sich Martin gegen die von Wagner durchgesetzte symbolträchtige Verlegung des Armeemuseums aus Karlsruhe nach Straßburg.
Martin bemühte sich seit Kriegsende um internationale Kooperation und engagierte sich für die Wiedergewinnung des Ansehens deutscher Kultur. So half er nach dem Krieg französischen und amerikanischen Behörden bei der Bergung von Kunstwerken, die während des Krieges bombensicher eingelagert worden waren. 1946 war er einer der Mitbegründer des International Council of Museums. Er blieb 15 Jahre lang der Leiter der deutschen Repräsentanten in diesem Gremium. Eine Reihe von Karlsruher Werken wurden 1947 erstmals in der Schweiz aus ihren Bergungskisten ausgepackt und ausgestellt. Schon 1948 kuratierte er eine Ausstellung moderner deutscher Kunst in mehreren Städten der USA, 1950 eine Dürerausstellung in Paris. Er gehörte zu den Initiatoren der documenta, die 1955 erstmals stattfand.
1956 wurde er Direktor der Karlsruher Kunstakademie, 1957 Generaldirektor der Bayerischen Staatsgemäldesammlungen. Martin ordnete auch hier die Bestände neu und erwarb zahlreiche, insbesondere moderne Kunstwerke. 1964 wurde er pensioniert. Er war einer der künstlerischen Berater der Olympischen Spiele 1972.

## Leben

### Kindheit, Jugend, Kriegsteilnahme und Studium
Am 31. Januar 1899 wurde Kurt Martin als dritter Sohn des aus Baden stammenden Professors für Anthropologie Rudolf Martin (1864–1925) und dessen Frau Anna Hein (1865–1940) in Zürich geboren. Dort besuchte er zunächst die Volksschule, bevor er auf die École Nouvelle in Lausanne und später das Realgymnasium in Karlsruhe wechselte. Das Gymnasium schloss er 1917 mit dem Abitur ab. Anschließend diente er im Ersten Weltkrieg als Soldat. 1920 nahm er das Studium der Philosophie (unter anderem bei Martin Heidegger und Edmund Husserl) und der Kunstgeschichte (bei Hans Jantzen) an der Universität Freiburg auf und wechselte dann an die Universität München, wo er im Hauptfach Kunstgeschichte 1924 bei Heinrich Wölfflin mit einer Dissertation über „Die Nürnberger Steinplastik im 14. Jahrhundert“ promoviert wurde. Martin war vor seiner Museumskarriere nach Angaben von Josef Werner zwei Jahre als Schauspieler tätig.

### 1927 bis 1934 Mannheim und Badisches Landesmuseum
Seine Karriere begann er 1927 als Volontär an der Kunsthalle Mannheim, dessen Direktor Gustav Friedrich Hartlaub ein bedeutender Förderer der zeitgenössischen Kunst war. Nach einer Denunziation an den Sicherheitsdienst der SS vom 28. März 1945 soll Kurt Martin vor 1933 „völlig dem Futurismus verschrieben gewesen“ sein. Er soll „steten Umgang mit Kommunisten und Kulturbolschewisten“ gepflegt haben und mit einem Juden namens Wermer befreundet gewesen sein, der in der Münchener Rätezeit politisch aktiv gewesen sei. Auch der Bildhauer Christoph Voll, dessen Werke als „entartet“ angesehen wurden, soll zu seinen Freunden gehört haben. Später ging Martin als wissenschaftlicher Hilfsarbeiter und danach als Konservator an das Badische Landesmuseum in Karlsruhe. Im Jahr 1931 übernahm er die Aufgabe, die Ausstellung „Deutsche Dichter als Maler und Zeichner“ für den Heidelberger Kunstverein zu organisieren.
Anfang der 30er Jahre lernte er Robert Wagner kennen. Robert Wagner war ein Vertrauter Adolf Hitlers, Gründer des NSDAP-Gaus Baden, seit 1927 Herausgeber des NS-Kampfblatts „Der Führer“, Landtagsabgeordneter der NSDAP und seit 1928 badischer Gauleiter der Nationalsozialistischen Gesellschaft für deutsche Kultur. 1932 wurde er in die Reichsleitung der NSDAP aufgenommen und am 11. März 1933 Staatspräsident und später Reichsstatthalter von Baden und NSDAP-Gauleiter.

### 1934 Badisches Armeemuseum
Im Herbst 1933 beauftragte Wagner Kurt Martin mit dem Aufbau eines Badischen Armeemuseums. Zusammen mit Oberst a. D. Erich Blankenhorn, dem kurz zuvor von den neuen Machthabern entlassenen ehemaligen Chef der badischen Landespolizei, übernahm er es, ein selbstständiges Museum unter dem Schirm des Badischen Landesmuseums aufzubauen. Dazu erhielt er Räume im ehemaligen Marstall des Karlsruher Schlosses, des Domizils des Landesmuseums. Am 13. Mai 1934 eröffneten Robert Wagner und Kurt Martin das Museum im Rahmen zweitägiger Feierlichkeiten vor 80.000 Anwesenden. Neben Reichswehrabteilungen und Fahnenabordnungen der Militärvereine marschierten eine Reihe von Abordnungen von NS-Organisationen, darunter SA, SS und Reichsarbeitsdienst in der entmilitarisierten Zone auf. Offenbar zur Vermeidung diplomatischer Verwicklungen mit Frankreich blieben Paul von Hindenburg, Hitler und der Reichswehrminister Werner von Blomberg der Veranstaltung fern und beließen es bei der Übersendung von Grußworten. In seiner Eröffnungsansprache vom Balkon des Schlosses erklärte Martin, dass dem Museum weit über 1.000 Stiftungen von Militaria zugutegekommen seien. Das Museum solle nicht nur die badischen Regimenter berücksichtigen, sondern auch die Regimenter des früheren 15. elsässischen Armeekorps. Das Museum solle „ein sprechendes Denkmal sein, das jedem die wehrpolitische Leistung unseres Grenzlandvolkes vermitteln und nahebringen soll. […] Die Jugend soll hier lernen, die Leistung der Väter zu achten und zu verstehen.“ Wagner sagte zur Zielsetzung des Museums: „Was heute in Gestalt unseres Armee-Museums der Oeffentlichkeit übergeben wird, will nichts anderes sein, als ein geistiges Vermächtnis aus der Zeit des Ringens und Kämpfens um unser Deutschland für das Ringen und Kämpfen um unser Deutschland.“ Die Ausstellung war in Wirklichkeit lediglich ein „potemkinsches Dorf“. So schrieb Erich Blankenhorn zum Zustand des Museums bei Eröffnung, es sei wegen der kurzen Vorbereitungszeit nur möglich gewesen, „mit historisch völlig unzusammenhängenden Bildern und Gegenständen, den ersten Marstall rein dekorativ zu füllen.“ Aus diesem Grunde wurde das Museum bereits einen Tag nach der Eröffnung zunächst wieder geschlossen.

### 1934 Staatliche Kunsthalle Karlsruhe
Wagner erhob Martin am 2. Juli 1934 zum Leiter der Staatlichen Kunsthalle Karlsruhe. Er wurde Nachfolger des linientreuen Hans Adolf Bühler, dessen Museumsleitung sich vor allem durch radikale Gegnerschaft gegenüber der von den Nationalsozialisten als „Verfallskunst“ geschmähten Moderne ausgezeichnet hatte. Leiter der Staatlichen Kunsthalle sollte Martin bis 1956 bleiben.

#### Ausstellungsbetrieb ab 1934
Zwischen 1934 und 1939 war der Betrieb der Staatlichen Kunsthalle eingeschränkt. In den Jahren von 1934 bis 1937 wurde das Orangeriegebäude am Botanischen Garten umgebaut, um ab 1938 die badische Malerei des späten 19. und des 20. Jahrhunderts in einer eigenen Abteilung zu beherbergen. Ab 1934 kam es zur Neugestaltung der Abteilung der altdeutschen Gemälde, die 1937 wiedereröffnet wurde. Anschließend eröffnete die ebenfalls neugestaltete Abteilung der holländischen und flämischen Maler neu.
Zwischen 1934 und 1937 wurden im Kupferstichkabinett zahlreiche Ausstellungen veranstaltet, darunter 1934 eine Ausstellung über Hans Thoma und 1936 eine Ausstellung über die Neuerwerbungen altdeutscher Gemälde der Staatlichen Kunsthalle.
Außerdem wurden für die Volksschulen in Baden zwei Wanderausstellungen veranstaltet: 1936 eine Hans-Thoma-Ausstellung, die in 55 Orten gezeigt wurde und rund 90.000 Besucher verzeichnete, sowie eine Albrecht-Dürer-Ausstellung im Jahre 1937, die in 25 Orten von rund 45.000 Besuchern besichtigt wurde.
Die Staatliche Kunsthalle veranstaltete zwischen 1934 und 1937 unter anderem für den Reichsarbeitsdienst, die Organisation „Kraft durch Freude“, die NS-Frauenschaft, die Schwesternschaft des Roten Kreuzes und Schulen jährlich etwa vierzig Führungen. So wurden im Winter 1935/1936 in Zusammenarbeit mit der „KdF“ drei Führungen und zwei Vorträge zum Thema „Einführung in die deutsche Kunst“ und zwei Vorträge für die NS-Frauenschaft über Albrecht Dürer und Rembrandt veranstaltet. Die Kriterien, nach denen die Neuordnung der Sammlungen erfolgte, sind ebenso wie die Volksbildungsaktivitäten Martins nicht erforscht.
Kurz vor Kriegsbeginn, am 2. Juli 1939, eröffnete das Museum wieder seinen vollständigen Betrieb. Zugleich feierte die Kunsthalle ihr hundertjähriges Bestehen. Zu diesem Anlass eröffnete Robert Wagner eine Gedächtnisausstellung für Hans Thoma mit 180 Werken. Hierzu hatten neben privaten Sammlern und Galerien die Nationalgalerie in Berlin, die Hamburger Kunsthalle und die Städtische Galerie Frankfurt Leihgaben beigesteuert. Martin war es darauf angekommen, Thoma als „Meister der deutschen Landschaft und als großen Porträtisten“ zu zeigen. Zugleich wurde der frisch renovierte Feuerbachsaal wieder dem Publikum übergeben. In diesem war die deutsche Malerei des 19. Jahrhunderts untergebracht, die „neu geordnet“ worden war. Die badische Staatsregierung stiftete einen Trübner, die Stadt Karlsruhe einen Thoma. Ab 1940 blieb die Kunsthalle kriegsbedingt geschlossen.

#### Interventionen von Partei und Regierung, Kunstverluste
1936 widersetzte sich Martin der Forderung der NSDAP, Gemälde von Max Liebermann abzuhängen, bis das badische Kultusministerium die Abhängung der Werke verfügte. 1937 musste die Staatliche Kunsthalle 15 Gemälde, drei Skulpturen und 132 Zeichnungen, Aquarelle, Druckgraphiken usw. als sogenannte entartete Kunst an andere staatliche Stellen abliefern. Möglicherweise hat Martin Werke vor der für die Einziehung zuständigen Kommission verborgen. Von den abgelieferten Werken ist nur in vier Fällen bekannt, wo sie sich heute befinden. Es handelt sich um Werke von Ernst Barlach, Hanns Ludwig Katz, Karl Hofer, Emy Roeder.

#### Kunstbeschaffung allgemein
Zwischen 1934 und 1937 erwarb die Kunsthalle unter Martins Leitung 115 Gemälde, darunter Werke von Hans Thoma, Emil Lugo und Hermann Daur.
In den Jahren 1938 bis 1939 erwarb die Kunsthalle 53 Gemälde. Martin hob in seinem Rechenschaftsbericht für diese Zeit Werke von Wilhelm Trübner, Anselm Feuerbach und Hans Thoma hervor. Unter den als „Überweisung“ gekennzeichneten Werken befanden sich solche von Karl Buchholz, Hermann Burte, Joseph Fratrel und Adolph von Menzel. In der gleichen Zeit erwarb die Kunsthalle auch 175 Zeichnungen, 636 druckgraphische Arbeiten und vier Skizzenbücher. Bei den Zeichnungen hob Martin besonders acht Blätter von Johann Jakob Biedermann, zwei von Ferdinand Kobell, drei von Franz Kobell und neun von Wilhelm Trübner sowie als Geschenk der badischen Gauleitung der NSDAP die „wertvolle frühe Zeichnung von Hans Thoma, Schönau im Wiesental“ hervor.
Im Jahr 1940 wurde die Staatliche Kunsthalle Karlsruhe „um einige Werke vornehmlich badischer Künstler bereichert“. So erwarb das Museum unter anderem Gemälde von Albert Lang, Fritz Boehle, Ferdinand Keller, Ernst Württemberger sowie Eduard Hunziker und außerdem verschiedene Zeichnungen von Hans Thoma und Ferdinand Keller.
In seinem Tätigkeitsbericht für das Jahr 1940 führt Kurt Martin aus: „Für die staatlichen Museen konnten von seiten der Generalverwaltung einige wesentliche Erwerbungen durchgeführt werden, über die später im Zusammenhang berichtet werden wird.“

#### Kunstbeschaffung aus jüdischen Sammlungen
Die Kunsthalle Karlsruhe übernahm unter Martin, der 1947 schreiben sollte, er habe es stets vermieden, aus beschlagnahmten Beständen zu kaufen", laufend Kunstwerke aus ursprünglich jüdischem Besitz. In einer Stellungnahme aus dem Jahr 1947 verzeichnet Martin gut 100 Werke, darunter Bestände aus den Sammlungen von Richard Lenel, Mannheim (1 Werk), Benno Weil, Mannheim (1 Werk), Siegfried Reiss, Mannheim (44 Werke), Arthur Levis, Karlsruhe (1 Werk), E. Reiss, Heidelberg (3 Werke), Paul Homburger, Karlsruhe (3 Werke), Ettlinger, Karlsruhe (1 Werk), Klara Goldschmit, Karlsruhe, Salomon, Karlsruhe (1 Werk), Ernst Gallinek, Baden-Baden (16 Werke – eine Porzellansammlung mit über 400 Gegenständen ging an das Landesmuseum) und Violetta von Waldberg, Heidelberg (Ehefrau von Max von Waldberg) (4 Werke). Die Kunsthalle übernahm die Werke von anderen staatlichen Stellen, die diese zuvor enteignet hatten. Die meisten der von Martin erwähnten Werke wurden der Kunsthalle von Behörden überwiesen, teils gegen Geldzahlungen an diese. 20 Werke erwarb die Kunsthalle auf eigene Initiative aus einer „Versteigerung jüdischen Besitzes 6.–9. August 1941 in Karlsruhe“.

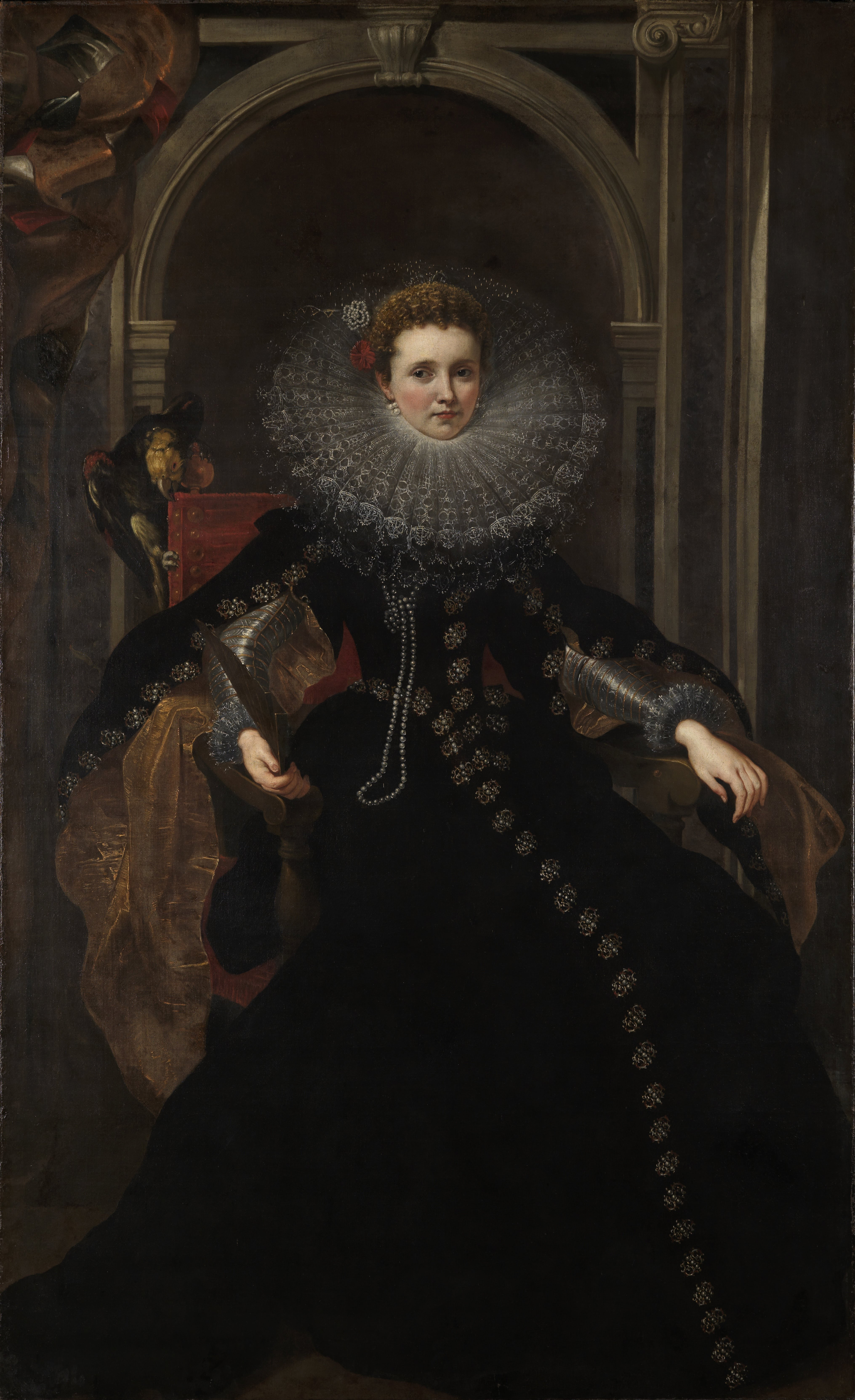
Rubens:Bildnis der Marchesa Veronica Spinola Doria – 1935 von van Diemen & Co., Berlin erworben

1935 erwarb Kurt Martin das Werk Bildnis der Marchesa Veronica Spinola Doria von Peter Paul Rubens auf der Liquidationsversteigerung der Galerie van Diemen, Berlin für 63.000 RM. In den 1950er Jahren zahlte die Kunsthalle Karlsruhe den Nachkommen der jüdischen Geschäftsführer eine Entschädigung. Im Jahre 2000 verlangten sie ohne Erfolg erneut eine Entschädigung. Dieser Erwerb wurde im Tätigkeitsbericht über die Jahre 1934–1937 nicht eigens erwähnt.

#### Sachverständiger der Devisenstelle Baden, Fall Bensinger
Am 20. Juni 1939 wurde Kurt Martin zum Kunstsachverständigen der Devisenstelle Baden berufen. Hier war es seine Aufgabe, Kunstwerke Ausreisewilliger, insbesondere NS-Verfolgter, zu schätzen. Unter anderem auf Grundlage dieser Schätzungen wurden die Reichsfluchtsteuer und die Judenvermögensabgabe berechnet. Über seine Tätigkeit in dieser Funktion ist wenig bekannt.
Erforscht ist sein Verhalten in Zusammenhang mit der Sammlung von Adolf Bensinger. In einem Brief an „Adolf Israel Bensinger“ kündigte er im Sommer 1939 seinen Besuch in dessen Mannheimer Villa zur Besichtigung der Werke an. Er verlangte von der zuständigen Oberfinanzdirektion anschließend die Beschlagnahme der Sammlung. Allerdings regte er an, dass die meisten Werke im Haus von Bensinger bleiben sollten. Wegen dessen schweren Herzleidens sei keine Flucht und keine Mitnahme der Werke ins Ausland zu befürchten. Einige Werke sollten jedoch in die Kunsthalle Karlsruhe transportiert werden. Am Tag der Zustellung des Beschlagnahmebescheids, dem 28. Juni 1939, starb Bensinger. Gegenüber dem Testamentsvollstrecker drängte Martin darauf, aus dem Nachlass sieben Werke ohne Entgelt zu erhalten: zwei Werke von Thoma, zwei von Menzel, einen Corot, einen Renoir und einen Daumier. Martins Bemühen blieb jedoch ohne Erfolg, weil Bensinger diejenigen seiner Verwandten als Erben eingesetzt hatte, die als „Mischlinge 1. Grades“ galten. Martin sperrte sich zwar gegen die Aufhebung der Beschlagnahme zugunsten der Erben mit der Begründung „ein Jude [darf] auch auf dem Testamentsweg nicht über seinen Kunstbesitz verfügen.“ Allerdings kam es am 22. Februar 1940 zur Versteigerung des Hausrats von Bensinger. Erwerbungen der Kunsthalle Karlsruhe aus dieser Versteigerung sind nicht bekannt.

### 1940 bis 1944 „Oberrheinische“ Museen
Mit der Besetzung des Elsass wurde Robert Wagner dort Chef der Zivilverwaltung mit umfassenden politischen Freiheiten. Sein Hauptziel war es, das Elsass wieder „deutsch“, und zwar zum „hervorragenden ersten Kulturzentrum des Deutschen Reiches“ werden zu lassen. Die Mittel zur Finanzierung des Kulturbereichs übertrafen die im Reichsgebiet gezahlten Mittel erheblich. Sein Ziel verfolgte Wagner etwa in der darstellenden Kunst durch die Gründung mehrerer Theater (Generalintendant des heutigen Théâtre national de Strasbourg wurde Ingolf Kuntze), der Berufung des für seine Aufführungen moderner Musik bekanntgewordenen Hans Rosbaud als Generalmusikdirektor der Straßburger Philharmoniker, der Einrichtung zahlreicher deutscher Bibliotheken verbunden mit dem Verbot, in der Öffentlichkeit Französisch zu sprechen und mit der Eindeutschung französischer Ortsnamen. Im Bereich der Museen erhielt Kurt Martin die führende Position und war daran beteiligt, Wagners „Vision eines kulturellen Mustergaus Elsaß-Baden (…) vorzubereiten.“

#### Staatlicher Bevollmächtigter für das Museumswesen im Elsass
Am 17. November 1940 beschreibt Martin als „Staatlicher Bevollmächtigter für das Museumswesen im Elsaß“ die Ausgangslage für Straßburg in einem Artikel zur Zukunft der Museen in „unserem Land am Oberrhein“ unter den neuen politischen Gegebenheiten: In der Stadt bildeten das Palais Rohan und das Frauenhaus „eine in Deutschland einmalige“ Einheit der Architektur des Mittelalters und des 18. Jahrhunderts und den entsprechenden musealen Beständen. Das von Martin entwickelte Konzept zielte insbesondere darauf ab, vorhandene Museen verstärkt unter regionalen und lokalen Gesichtspunkten als Volksbildungsstätten auszurichten. Zum Konzept gehörten einige Besonderheiten: unter anderem, dass Mannheim mit seinem Völkerkundemuseum „den kolonialen Anspruch Deutschlands durch ein bedeutendes Völkerkundemuseum vertreten“ solle, während das Armeemuseum in Karlsruhe nach wie vor die „deutsche Wehr am Oberrhein“, dokumentieren solle. Es sei „ständiges Zeugnis für die unvergleichliche Leistung des Landes und des Volkes für die werdende Einheit des Reiches“. Vor diesem Hintergrund definierte es Martin als Ziel für die Straßburger Sammlung, sie „auf dem europäischen Grundriss“ zu erweitern, sie also zu einer Sammlung von europäischer Bedeutung auszubauen.
Martin schrieb bei anderer Gelegenheit, es seien für seine Aufgabe „große Mittel nötig, weil die Folgen der französischen Kulturpropaganda im Elsaß zu überwinden und auszumerzen sind.“ Martin wollte eine Reorganisation der Museen nach „deutscher Museumstechnik, damit ihre Wirkung auf das Volk, aber auch ihre Ausstrahlung nach Westen gewährleistet ist“. Zu seinen Aufgaben zählte er, dass sämtliche elsässische Museen „von französischen Tendenzen, ebenso wie von französischem Material gereinigt werden“. In einem Brief aus dem November 1941 an mehrere Museumsdirektoren schrieb Martin: „Aus dem Vorhandenen ist alles französische Kulturgut auszuscheiden, das umfangreich vorhandene elsässische Material ist auf das Ausstellungswürdige hin zu sichten und ebenso wie das fast völlig fehlende deutsche Material zu ergänzen […].“

#### Leiter der Städtischen Museen der Stadt Straßburg und Generalbevollmächtigter für die Oberrheinischen Museen
Martin wurde auf Veranlassung Wagners Leiter der Städtischen Museen der Stadt Straßburg. Seine Position in Karlsruhe behielt er bei. Ab dem 1. April 1941 wurde er Leiter der Generalverwaltung der Oberrheinischen Museen, also aller Museen in Baden und im Elsass. Damit ging für Martin ein Gehaltssprung einher. Dieser war eine Gegenleistung dafür, dass Martin Anfang 1941 auf einen Wechsel nach Berlin verzichtet hatte. Martin hatte es abgelehnt, die Nachfolge von Eberhard Hanfstaengl anzutreten, der 1937 zwangsbeurlaubt worden war, weil er sich der Vernichtung „entarteter Kunst“ widersetzt hatte.

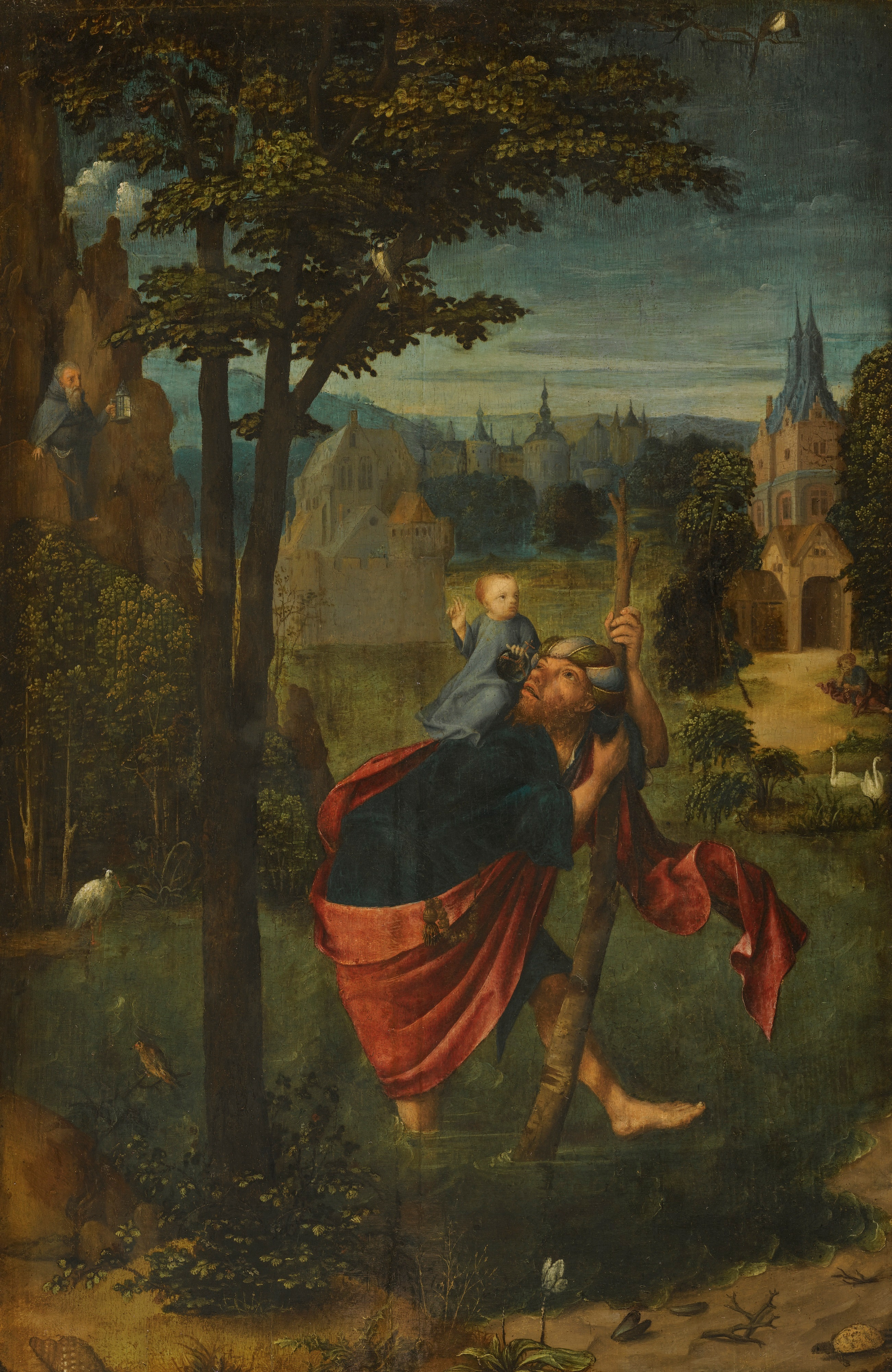
NK 2556: Meister von Frankfurt – St. Christopherus, 1942 von Paul Cassirer, Amsterdam erworben

#### Enteignung von Kunstbesitz aus „volks- und reichsfeindlichem“ Vermögen
Martin – seit 1940 „staatlicher Bevollmächtigter für die Sicherstellung von Kunstbesitz aus volks- und reichsfeindlichem Vermögen im Elsaß“ – betrachtete die Beschaffung von Kunst aus solchem Vermögen neben der Rückführung von Kunst, die die Franzosen vor den Deutschen in westliche Gebiete Frankreichs gebracht hatten, als seine „vordringlichste Aufgabe“. Solches Vermögen war in der Definition der Nationalsozialisten Eigentum von Staatsangehörigen all derjenigen Länder, mit denen sich das Deutsche Reich im Krieg befand, frankreichtreuen Elsässern im Speziellen („Reichsfeinde“) und Juden und politisch Missliebigen („Volksfeinden“).
Als staatlicher Bevollmächtigter wirkte Martin bei der „Arisierung“ jüdischen Besitzes mit. Beispielsweise führte er im Elsass eine Aktion zur „Sicherstellung von Kunstgut aus reichs- und volksfeindlichem Besitz“ durch. Hierüber berichtete er im März 1941 an den Leiter des Sonderauftrag Linz, Hans Posse. Martin schildert, wie im Rahmen dieser Aktion Wohnungen von Juden und ausgewiesenen (nichtjüdischen) Franzosen besichtigt und – wohl bereits enteignete – Kunstwerke „sichergestellt“ und in Depots gebracht wurden. Martin bemerkt, dass keine bedeutenden Kunstwerke gefunden wurden. Er erwähnt neben anderen zwei Werke von Eugenio Lucas, ein Bild aus dem Umkreis von Giovanni Paolo Pannini und ein Familienbildnis des Straßburger Malers Joseph Melling, dazu Plastiken, Tapisserien und Möbel. In der schon erwähnten Denunziation aus dem März 1945 wird Kurt Martin vorgeworfen, seinen Straßburger Mitarbeiter Paul Martin dabei gedeckt zu haben, als dieser beschlagnahmte Kunstwerke eines „Reichsfeindes“ an diesen zurückgegeben habe. Die Kunstwerke stammten aus der Sammlung Pautrier und sollen von Paul Martin an den Schweizer Konsul in Straßburg übergeben worden sein, der sie für Pautrier entgegengenommen haben soll.

#### Rückholung und Einlagerung von Kunst
Als Auszeichnung für die erfolgreiche Rückholung des elsässischen Kulturguts aus dem Inneren Frankreichs in das Elsass wurde Kurt Martin im September 1941 das Kriegsverdienstkreuz ohne Schwerter verliehen. Im Januar 1942 meldete er: „Ich erlaube mir mitzuteilen, daß nunmehr alles Museumsgut, das seinerzeit in das besetzte und unbesetzte Gebiet Frankreichs vor den Gefahren des Krieges geflüchtet war, in das Elsaß zurückgekommen ist.“
Während seiner Tätigkeit in Straßburg organisierte Martin kaum Ausstellungen, weil Kunstwerke von Rang während des Krieges im Wesentlichen eingelagert werden mussten, um sie vor Kriegsschäden zu bewahren. Die Einlagerung der Kunstwerke gehörte später neben der Beschaffung von neuen Kunstwerken zu seinen Haupttätigkeiten. Unter anderem die wissenschaftliche Bearbeitung der mittelalterlichen Glasfenster aus elsässischen Kirchen übernahm seine Assistentin, Elfriede Schulze-Battmann.

#### Kunstkäufe
Zwischen 1941 und 1944 kaufte Martin rund 500 Kunstwerke aus unterschiedlichen Quellen. Hierfür stand ihm ein Etat von 2 Millionen Reichsmark zur Verfügung. Bei den Kaufentscheidungen hatte ihm Wagner freie Hand gelassen. Damit war er im Vergleich zu den Leitern anderer Kulturinstitutionen „privilegiert“. Martin widmete sich der neuen Aufgabe mit voller Kraft und großem Erfolg. Gleichwohl schrieb er im Juli 1943 an einen Kollegen: „Der Krieg nimmt allmählich Formen an, die mir den weiteren Ankauf für unsere Museen als fragwürdig und von der menschlichen Seite kaum mehr vertretbar erscheinen lassen.“ Die Werke befinden weit überwiegend in Straßburg.

#### Kunsterwerb in Frankreich
In Paris erwarb Martin zwischen 1941 und 1943 etliche Kunstwerke, darunter ungefähr 80 Gemälde, von zumeist französischen Händlern für die Straßburger Sammlung, davon 23 Werke über den an der deutschen Botschaft attachierten Kunsthändler Adolph Wüster. Auch mit dem deutschen Botschafter Otto Abetz, mit dem Martin seit seiner Studienzeit bekannt war, stand er in Kontakt. Ein insgesamt entlastender amerikanischer Geheimdienstbericht stuft Martin als „personal expert for Abetz“ ein. Erwerbungen aus Beständen des Einsatzstabs Reichsleiter Rosenberg nahm Martin nicht vor, wohl aber Ankäufe von Galeristen und Kunsthändlern, die sich am nationalsozialistischen Kunstraub bereicherten.
Unter anderem folgende von Martin erworbenen Gemälde befinden sich noch heute im Musée des Beaux-Arts de Strasbourg:
| Künstler                               | Titel                                                   | MBA-Nummer     | Kunsthändler                        | Verkaufsfort | Verkaufsjahr  | Fußnote | Abbildung |
| -------------------------------------- | ------------------------------------------------------- | -------------- | ----------------------------------- | ------------ | ------------- | ------- | --- |
| Alfred Sisley                          | Landschaft mit Haus                                     | MBA 1675       | über Adolf Wüster bei Fabiani       | Paris        | 25. März 1942 | [ 65 ]  | Alfred Sisley, Landschaft mit Haus, 1873, Öl auf Lwd., 45,7 × 61,2 cm, sig. u. dat. unten rechts, Strasbourg, Musée des Beaux-Arts                          |
| Jean-Baptiste Camille Corot            | Blick auf den Glockenturm von Sainte Paterne in Orléans | MBA 1677       | über Adolf Wüster von Renou & Colle | Paris        | 27. März 1942 | [ 66 ]  | Jean Baptiste Camille Corot, Blick auf den Glockenturm von Sainte Paterne in Orléans, ca. 1830, Öl auf Lwd., 28,5 × 42 cm, Strasbourg, Musée des Beaux-Arts |
| Francisco de Goya                      | Bildnis des Bernardo d'Yriarte                          | MBA 1660       |                                     | Paris        | 1942          | [ 67 ]  | Portrait of don Bernardo de Iriarte mg 0104 |
| Philipp Jakob Loutherbourg der Jüngere | Liebesszene in einem Park                               | MBA 1671       |                                     | Paris        | 1942          | [ 68 ]  | |
| Michel-Martin Drolling                 | Bildnis eines Mädchens                                  | MBA 1681       |                                     | Paris        | 1942          | [ 68 ]  | |
| Thomas Couture                         | Die Dekadenz der Römer (Skizze)                         | MBA 1674       |                                     | Paris        | 1942          | [ 69 ]  | |
| Michel-Martin Drolling                 | Kind mit Hammelkeule                                    | MBA 1625=1625b |                                     | Paris        | 1942          | [ 68 ]  | Martin Drolling le Vieux-L'Enfant au gigot |
| Jean-Baptiste Oudry                    | Jagdszene                                               | MBA 1668       |                                     | Paris        | 1942          | [ 70 ]  | |
| Jean-Baptiste Oudry                    | Jagdszene                                               | MBA 1669       |                                     | Paris        | 1942          | [ 70 ]  | |
| Anthonis van Dyck                      | Porträt einer Frau                                      | MBA 1651       |                                     | Paris        | 1942          | [ 71 ]  | |
| Emanuel de Witte                       | Inneres einer gotischen Kirche                          | MBA 1655       |                                     | Paris        | 1942          | [ 71 ]  | |
| Louis Tocqué                           | Porträt der Comtesse Loménie de Brienne                 | MBA 1665       |                                     | Paris        | 1942          | [ 71 ]  | |
| Jacques Linard                         | Allegorie der fünf Sinne mit einer Landschaft           | MBA 16??       |                                     | Paris        | 1941          | [ 72 ]  | Linard, Allegorie der fünf Sinne, 1638, Öl auf Lwd., 55 × 68 cm, Straßburg, MBA                                                                             |

#### Kunsterwerb in den Niederlanden
Von Ende 1941 bis 1944 erwarb Martin rund 40 Gemälde und eine Reihe anderer Kunstgegenstände in den Niederlanden.
Einige Werke mit niederländischer Provenienz, die Martin erwarb, sind heute Teil der Nederlands Kunstbezit Sammlung (NK-Collection) beziehungsweise in einem Fall restituiert worden.
In der Datenbank der NK Collection sind folgende von Martins Erwerbungen festgehalten:
| Künstler                                        | Titel                                            | NK-Nummer | Kunsthändler           | Verkaufsort     | Verkaufsjahr | Fußnote              | Abbildung |
| ----------------------------------------------- | ------------------------------------------------ | --------- | ---------------------- | --------------- | ------------ | -------------------- | --- |
| Kopie nach Francesco Guardi                     | Capriccio                                        | NK1613    | D. A. Hoogendijk & Co. | Amsterdam       | 1943         | [ 75 ]               | Kopie nach Francesco Guardi, Capriccio |
| Jan van der Venne (vormals zugeschrieben)       | Taufe Christi                                    | NK1617    | D. A. Hoogendijk & Co. | Amsterdam       | 1942         | [ 76 ]               | |
| Gillis van Coninxloo                            | Stillleben mit Blumen                            | NK1801    | H. Rudolph             | Berlin          | 1942         | [ 77 ]               | Stillleben mit Blumen, Öl auf Lwd. |
| Jan van Goyen                                   | Winterlandschaft                                 | NK1820    | P. de Boer             | Amsterdam       | 1943         | [ 78 ]               | Winterlandschaft, dat. 1653, Öl auf Lwd. 23,5 × 40,5 cm                                                                                        |
| Frans van Schooten                              | Stillleben mit Zinnkrug, Garnelen und Käse       | NK1875    | H. Abels               | Köln            | 1940         | [ 79 ]               | Stillleben mit Zinnkrug, Garnelen und Käse, Öl auf Lwd., 71,2 × 98,3 cm                                                                        |
| Daniel Vosmaer                                  | Landschaft mit Herrenhaus                        | NK1986    | P. de Boer             | Amsterdam       | 1942         | [ 80 ]               | Landschaft mit Herrenhaus, 17. Jh., Öl auf Lwd., 100 × 150 cm                                                                                  |
| Oskar Kokoschka                                 | Stillleben mit Fisch am Strand                   | NK2372    | Paul Cassirer          | Amsterdam       | 1943         | [ 81 ]               | |
| Bernhard Strigel                                | Kreuzabnahme                                     | NK2500    | D. A. Hoogendijk & Co. | Amsterdam       | 1942         | [ 82 ]               | Kreuzabnahme, E. 15. Jh., Öl auf Lwd. 42 × 25,5 cm, NK 2500(1)                                                                                 |
| Jan Anthoniszoon van Ravesteyn                  | Porträt einer Frau                               | NK2527    | N. Beets               | Amsterdam       | ab 1940      | [ 83 ]               | Porträt einer Dame, dat. 1629, Öl auf Lwd., 67 × 58 cm, NK2527(1)                                                                              |
| Gerard ter Borch                                | Musizierendes Paar/Musikstunde                   | NK2740    | Dienststelle Mühlmann  | Den Haag        | 1942         | [ 84 ]               | NK 2740: ter Borch (früher zugeschrieben) – Musikstunde, 1942 von der Dienststelle Mühlmann erworben                                           |
| Abraham van Calraet                             | Landschaft mit Reitern                           | NK2436    | Kurt Walter Bachstitz  | Den Haag        | 1943         | [ 85 ]               | Landschaft mit Reitern, 2.H.17.Jh., Öl auf Lwd., 36 × 51 cm, NK2436(1)                                                                         |
| Meister von Frankfurt                           | Heiliger Christopherus                           | NK2556    | Paul Cassirer          | –               | 1942         | [ 86 ] [ 87 ] [ 88 ] | NK 2556: Meister von Frankfurt, Hl. Christopherus, 1942 von Paul Cassirer, Amsterdam erworben                                                  |
| Barend Averkamp                                 | Winterlandschaft                                 | NK2482    | M.J. Schiltman         | Den Haag        | ?            | [ 89 ]               | Barent Averkamp, Winterlandschaft, 17. Jh., Öl auf Lwd., 38,5 × 52 cm, NK2482                                                                  |
| Peter Binoit                                    | Stillleben mit Früchten                          | NK1619    | P. de Boer             | Amsterdam       | 1941         | [ 90 ]               | Peter Binoit, Stillleben mit Früchten, 1. Viertel 17. Jh., Öl auf Lwd., 52,8 × 62,7 cm, NK1619                                                 |
| Jan van Goyen                                   | Flusslandschaft mit Kirche                       | NK2614    | D. Katz                | Dieren          | ?            | [ 91 ]               | Jan van Goyen, Flusslandschaft mit Kirche am rechten Ufer, dat. 1642, Öl auf Holz, 42 × 64,5 cm, NK2614                                        |
| Adrian Thomas Key                               | Bildnis eines Mannes                             | NK2627    | D. A. Hoogendijk & Co. | Amsterdam       | 1942         | [ 92 ]               | Adrian Thomas Key, Bildnis eines Mannes, dat. 1583, Öl auf Holz, 48 × 34,5 cm, NK2627                                                          |
| Meister von Cappenberg (vormals zugeschrieben)  | Beschneidung Jesu                                | NK1614    | J. Dik                 | Amsterdam       | 1942         | [ 93 ]               | Meister von Kappenburg, ehem. zugeschr., Beschneidung Jesu, Ende 15. Jahrhundert, Westfalen, Öl auf Holz, 36,5 × 26 cm, NK1614                 |
| Roelant Savery                                  | Landschaft mit Tieren                            | NK2478    | Paul Cassirer          | Amsterdam       | 1942         | [ 94 ]               | Roelant Savery, Landschaft mit Ruinen und Tieren, dat. 1621, Öl auf Holz, 29 × 42 cm, NK2478                                                   |
| Gerard ter Borch                                | Kniestück des Cornelis de Graeff (1650–678)      | NK2925    | E. Plietzsch           | Den Haag/Berlin | 1944         | [ 95 ]               | Cornelis de Graeff (1650–1678), dat. 1674, Öl auf Lwd., 38,5 × 28,5 cm, NK1925                                                                 |
| Anonym Elias Vonck (?)                          | Bauernmädchen in Landschaft                      | NK1616    | Paul Cassirer          | Amsterdam       | 1942         | [ 96 ]               | Anonym, Elias Vonck, Bauernmädchen in Landschaft, dat. 1664, Öl auf Lwd., 112 × 80 cm, NK1616                                                  |
| Paul de Vos                                     | Jagdstück                                        | NK2418    | P. de Boer             | Amsterdam       | 1942         | [ 97 ]               | P. de Vos, Jagdszene, 17. Jahrhundert, Öl auf Lwd., 125 × 183 cm, NK2418                                                                       |
| Georg Flegel (ehem. Peter Binoit zugeschrieben) | Stillleben mit Blumen, Früchten, Nüssen und Maus | NK1615    | Galerie Matthiessen    | Berlin          | 1943         | [ 98 ]               | G. Flegel, ehem. Peter Binoit zugeschr., Stillleben mit Blumen, Früchten, Nüssen und Maus, E. 16. Jahrhundert, Öl auf Holz, 20 × 23 cm, NK1615 |
| Jan Siberechts                                  | Landschaft mit Hirten, Schafen und Kühen         | NK1618    | C. Th. F. Thurkow      | –               | 1942         | [ 99 ]               | Jan Siberechts, Landschaft mit Hirten, Schafen und Kühen, 1670 dat., Öl auf Lwd., 74,5 × 83,5 cm, NK1618                                       |
| Willem Kalf                                     | Stillleben (mit chinesischer Schüssel und Pokal) | NK2491    | M. J. Schiltman        | Amsterdam       | ab 1940      | [ 100 ]              | Willem Kalff, Stillleben mit chinesischer Schüssel und Pokal, 17. Jahrhundert, Öl auf Holz, 55 × 47 cm, NK2491                                 |
| Jan van der Heyden                              | Stadtansicht                                     | NK2441    | P. de Boer             | Amsterdam       | 1942         | [ 101 ]              | Jan van der Heyden, Blick auf eine niederländische Stadt, 17. Jahrhundert, Öl auf Holz, 34 × 39 cm, NK2441                                     |

Von den Werken, die Martin in den Niederlanden für Straßburg erwarb und die nach dem Krieg aus ihren Auslagerungsorten in Deutschland nach Straßburg zurückgegeben wurden, sind folgende bekannt:
| Künstler                                                                                        | Titel                         | MBA-Nummer                 | Kunsthändler                        | Fußnote | Abbildung |
| ----------------------------------------------------------------------------------------------- | ----------------------------- | -------------------------- | ----------------------------------- | ------- | --- |
| Philips Wouwerman                                                                               | Flusslandschaft mit Zigeunern | MBA 1963/MAMCS 44.976.0.6  | D. A. Hoogendijk & Co.              | [ 103 ] | |
| Conrad Faber von Kreuznach                                                                      | Porträt der Anna Martoffin    | MBA 1965 u. 1985           | D. A. Hoogendijk & Co.              | [ 103 ] | Faber von Kreuznach, Porträt der Anna Martoffin |
| Pieter Claesz                                                                                   | Stillleben mit Krebs          | MBA 1960                   | Van der Ploeg über Eduard Plietzsch | [ 103 ] | Pieter Claesz, Stillleben mit Krebs, Straßburg, Musée des Beaux-Arts                                                                                    |
| Nicoletto Semitecolo (oder Maestro del Crocifisso di Pesaro), ehem. Antonio Veneziano zugeschr. | Pfingsten                     | MBA 1966                   | Kurt Walter Bachstitz               | [ 103 ] | Nicoletto Semitecolo (oder Maestro del Crocifisso di Pesaro), ehem. Antonio Veneziano zugeschr., Pfingsten, 49 × 37 cm, Straßburg, Musée des Beaux-Arts |
| Joachim Beuckelaer                                                                              | Fischmarkt                    | MBA 1960                   | Pieter de Boer                      | [ 103 ] | Joachim Beuckelaer, Fischmarkt, Straßburg, Musée des Beaux-Arts                                                                                         |
| Gerrit Willemsz Horst                                                                           | Würfel spielende Soldaten     | MBA 1967                   |                                     | [ 103 ] | |
| Leopold von Kalckreuth                                                                          | Marie                         | MBA 1968/MAMCS 55.974.0516 |                                     | [ 103 ] | Leopold von Kalckreuth, 1888, Öl auf Lwd. Straßburg, Musée d'art moderne et contemporain de Strasbourg                                                  |
| Cornelis Jacobsz Delff                                                                          | Stillleben                    | MBA 1703                   | D. A. Hoogendijk & Co.              | [ 103 ] | Cornelis Jacobsz Delff, Küchenstillleben, Straßburg, Musée des Beaux-Arts                                                                               |
| Cornelis van Haarlem                                                                            | Irdische und himmlische Liebe | MBA 1969                   |                                     | [ 104 ] | Cornelis van Haarlem, Menschliche und göttliche Liebe/Allegorie der Vergänglichkeit und der Buße, Straßburg, Musée des Beaux-Arts                       |
| Willem van de Velde der Jüngere                                                                 | Marine                        | MBA 1964                   |                                     | [ 105 ] | Willem van de Velde der Jüngere, Marine, Öl auf Lwd., 34,5 × 38 cm, erworben 1942, Straßburg, Musée des Beaux-Arts                                      |
| Francesco Bassano der Jüngere und Werkstatt                                                     | Verspottung Christi           | MBA 2026                   |                                     | [ 106 ] | Francesco Bassano und Werkstatt, Verspottung Christi |

#### Kunsterwerb in Deutschland
Am 5. Januar 1943 verabschiedeten die Kriegsgegner Deutschlands in London die Inter-Alliierte Erklärung. Danach sollten sämtliche Rechtsgeschäfte und Besitzübertragungen in den von Deutschland besetzten Gebieten seit 1939 bis zum Kriegsende rechtsunwirksam sein. Martin war diese Erklärung bekannt. Martin kaufte möglicherweise auch wegen dieser Erklärung ab 1943 vor allem in Deutschland, weniger in Frankreich und den Niederlanden. Zwischen dem 27. und dem 29. Januar 1943 ersteigerte die Generalverwaltung der Oberrheinischen Museen beispielsweise eine Wandgruppe aus Kalkstein, die die Grablegung Christi zeigt und eine Marienfigur aus Alabaster. Beide Arbeiten stammten aus dem Eigentum des jüdischen Industriellen und Kunstsammlers Harry Fuld, dem Sohn des 1932 verstorbenen Harry Fuld. Er hatte die Werke bei seiner Flucht 1936 in Deutschland zurücklassen müssen.

#### Armeemuseum Straßburg
Im Juni 1941 beauftragte Robert Wagner Martin mit der Verlegung des Badischen Armeemuseums nach Straßburg. Straßburg sollte die neue Hauptstadt des oberrheinischen Gaus werden. Seinen Widerwillen dagegen begründete Martin damit, dass er in Straßburg gezwungen wäre, eine Beteiligung von Elsässern an den Napoleonischen Kriegen zu würdigen. Damit drohe „die Gefahr, daß trotz aller Vorsicht von deutscher Seite eine Stelle geschaffen wird, an der die französische Tradition sich sammeln könnte.“ Auf Weisung des Chefs der Heeresmuseen, General der Infanterie Friedrich Roese, wurde in Straßburg später zunächst zumindest eine Ausstellung eröffnet. Die Beiträge der Elsässer zu den militärischen Erfolgen Napoleons blieben unerwähnt. Als Leiter des Museums war zu Beginn Martins Kollege und späterer Karlsruher Nachfolger Jan Lauts vorgesehen, der zeitweise beim Museumsaufbau mitarbeitete. Kurt Martin hatte ihn für diese Position vorgeschlagen und so vor einer Frontverwendung bewahrt. Im Frühjahr 1943 stufte Hitler persönlich das Heeresmuseum in Straßburg wegen seiner Bedeutung für die „Geschichtserziehung“ und „Wehrwerbung“ als „kriegswichtige Angelegenheit“ ein. Am 5. Mai 1944 wurde es durch den statt Lauts eingesetzten Direktor Oberstleutnant Ritscher eröffnet, bereits am 18. August 1944 aber auf Befehl des Oberkommandos der Wehrmacht wieder kriegsbedingt geschlossen.

#### Vorwürfe persönlicher Bereicherung
Gegenüber dem amerikanischen Kunstschutz-Offizier Walter W. Horn gab Martin nach dem Krieg zu, dass er im Oktober 1944 den damaligen kommissarischen Leiter des Badischen Landesmuseums, Ludwig Moser, dazu gebracht hatte, ihm wahrheitswidrig den Bombenverlust von Gemälden und antikem Kunsthandwerk zu attestieren. Moser hatte Martin (und sich) zuvor gegenüber Horn angezeigt und Martin dabei noch weiterer „sinister und dishonorable professional dealings“ und einer freundschaftlichen Beziehung zu Robert Wagner bezichtigt. Nach Horns Einschätzung handelte es sich dabei um einen Akt der Missgunst eines zu kurz gekommenen, „neurotischen“ Konkurrenten, der nicht ernstzunehmen sei. Nur der Vorwurf betreffend die falschen Bestätigungen sei der Nachprüfung wert. Wie Horn berichtet, erklärte Martin sein Vorgehen so: Dies sei nicht etwa geschehen, um die Werke zu veruntreuen. Im Gegenteil: Es sei seine Absicht gewesen, so die Kunstschätze vor alliierter Konfiskation zu bewahren.
In der schon erwähnten, kaum auf ihren Wahrheitsgehalt zu überprüfenden Denunziation aus dem März 1945 wird Martin vorgeworfen, als Gegenleistung für eine Briefmarkensammlung zum eigenen Profit zahlreiche Kunstwerke und Möbel an einen „Min.-Rat Krafft“ veräußert zu haben. Angestellte von Martin sollen sein Telefon abgehört haben und dabei die Vermittlung französischer Kunstwerke („mit Sicherheit einen Delacroix“) an einen Mannheimer Fabrikanten namens Hans Engelhorn festgestellt haben. Auch Martin selbst besitze eine ungewöhnlich große eigene Kunstsammlung.

### Nachkriegszeit
In der Nachkriegszeit schätzten ihn die amerikanischen Behörden teils sehr positiv, teils vorsichtig ein. Seine Tätigkeit als Direktor der Karlsruher Kunsthalle konnte er sofort im Sommer 1945 wieder aufnehmen, insbesondere weil ihm Walter W. Horn und französische Kunstschutzoffiziere sowie seine früheren französischen Mitarbeiter aus Straßburg seine hohe Integrität und Qualifikation bestätigten. Kurt Martin war den französischen und amerikanischen Behörden behilflich bei der Auffindung und Bergung der zum Schutz vor Kriegseinwirkung eingelagerten Kunstwerke. So begleitete er Rose Valland ab Mai 1945 auf ihrer Tour durch das von Frankreich besetzte Deutschland auf der Suche nach geraubtem französischen Kulturgut.
Martin bemühte sich, den internationalen Austausch von Kulturgütern und Ausstellungen nach dem Krieg wieder in Gang zu bringen. 1946 war er Mitbegründer des International Council of Museums (ICOM) und von 1953 bis 1965 Präsident des deutschen Nationalkomitees ICOM Deutschland, dessen Bedeutung seit Beginn seiner Amtszeit zunahm, was unter anderem an den steigenden Mitgliederzahlen ablesbar ist: Ende der 1950er Jahre zählte der Verein 41 Mitglieder, Ende der 1960er Jahre waren es bereits mehr als zweihundert.
Bereits 1947 konnte er die bis dahin verpackten Meisterwerke der Karlsruher Kunsthalle in St. Gallen ausstellen. Dem 1951 von ihm wiedereröffneten Museum gliederte er, neu für die damalige Zeit, eine museumspädagogische Abteilung an. Er prägte die Sammlung vor allem durch den Erwerb von Kunst des 20. Jahrhunderts. Seine erste Ausstellung im eigenen Haus, im Frühling 1948, war zugleich die erste Präsentation amerikanischer Kunst in Deutschland nach dem Krieg.
Schon 1948 kuratierte er eine Ausstellung deutscher Kunst in mehreren Städten der USA. 1950 war er für die als Zeichen der deutsch-französischen Aussöhnung veranstaltete Ausstellung Des maîtres de Cologne à Albrecht Dürer in Paris mit Werken altdeutscher Malerei verantwortlich. Von ihm kam der Anstoß zu der Ausstellung German watercolors, drawings and prints: A midcentury review, die 1956 von der Bundesregierung in den USA gezeigt wurde.
Martin gehörte zu den Mitbegründern im Club 53 der Kasseler documenta, die erstmals 1955 als Ausstellung für zeitgenössische Kunst stattfand und war viele Jahre Mitglied des documenta-Rates.
Von 1948 bis kurz vor seinem Tod im Jahr 1975 war er Mitglied des Verwaltungsrats des Germanischen Nationalmuseums in Nürnberg.
1956 wurde er Direktor der Karlsruher Kunstakademie. Im selben Jahr gab er posthum in redigierter Form die Manuskripte Karl Hofers, des expressionistischen Malers und Rektors der Berliner Hochschule für Bildende Künste, heraus.
1957 wechselte er als Nachfolger von Ernst Buchner nach München, um Generaldirektor der Bayerischen Staatsgemäldesammlungen zu werden. Diese Position hatte er bis zu seiner Pensionierung im Jahr 1964 inne. Martin ordnete die Bestände neu und schloss durch Erwerbungen und Stiftungen Lücken. Vor allem für die Erweiterung der Münchner Museen um Werke der modernen Kunst setzte er sich ein. Beispielsweise erwarb er 1964 die „Madame Soler“ von Pablo Picasso vom Kunsthändler Justin Thannhauser. In einigen Städten Bayerns richtete er Zweigmuseen ein, die er mit Gemälden aus Depots bestückte. In seine Amtszeit fiel die umstrittene Rückgabe bzw. der Verkauf einer Reihe von nach dem Krieg zunächst enteigneter oder beschlagnahmter Kunstwerke an die Familien der NS-Funktionäre Göring, von Schirach, Frank und Streicher.
1960 ließ er sich von dem Architekten Sep Ruf (u. a. Neubau des Germanischen Nationalmuseums) auf einem 3.000 Quadratmeter großen Grundstück in der Villenkolonie Menterschwaige in München-Harlaching in der Hermine-Bland-Straße 3 einen Bungalow mit Atrium bauen, der seit 2003 unter Denkmalschutz steht. Der Erwerb des Grundstücks wurde vom Bayerischen Obersten Rechnungshof als zu billig (35,00 DM/m² statt erzielbare 70,00 DM/m²) kritisiert.
1963 erhielt er den Bayerischen Verdienstorden, 1964 wurde er zum Dr.-Ing. e. h. der TH Karlsruhe ernannt.
Seit 1965 leitete Martin die Kommission, die für die Verteilung der übrig gebliebenen Kunstwerke aus dem Münchner Central Art Collecting Point zuständig war. Ein Großteil der Werke wurde vor wenigen Jahren von der Bayerischen Staatsgemäldegalerie als Fundmeldung sogenannter Raubkunst aufgeführt und im Internet veröffentlicht.
Er war auch an der Gestaltung des Kunstprogramms der Olympischen Spiele 1972 in München beteiligt.

### Privates
Kurt Martin war evangelisch. Er war seit 1928 mit der Ärztin Hildegard Wangrin verheiratet.

## Würdigung
Kurt Martin war einer der führenden Museumsleiter seiner Zeit. Die Kunsthistorikerin und ehemalige Provenienzforscherin der Kunsthalle Karlsruhe Tessa Rosebrock, die, u. a. finanziert durch die Stadt Straßburg, sein Leben bisher am genauesten untersucht hat, kommt für die ersten Jahre seiner Karriere zu dem Ergebnis, er habe trotz äußerer Anpassungen in innerer Opposition zum NS-Regime gestanden. Sein Charakter habe ihn davor bewahrt, „sich stärker von der braunen Ideologie (…) infizieren“ zu lassen. Der Saarbrücker Zeithistoriker Rainer Möhler zweifelt jedoch an der Distanz Martins zum Nationalsozialismus. Martins Biographie sei zu vergleichen mit der seines „Kollegen“ im besetzten Elsass, dem Generalmusikdirektor Hans Rosbaud (1895–1962), „ebenfalls ein ausgewiesener Fachmann, persönlich integer und kein geifernder Nationalsozialist, aber berufen und gefördert durch den skrupellosen NSDAP-Gauleiter Wagner, der seine rücksichtslose Germanisierungspolitik im völkerrechtswidrig 'kalt'-annektierten Elsass mit einer 'positiven', völkisch-nationalsozialistischen Kulturarbeit in Musik, Wissenschaft und Kunst flankierte“. Zweifel an der Einschätzung Rosebrocks deutet auch die Münchner Provenienzforschungskollegin und Kunsthistorikerin Andrea Bambi an, die Rosebrocks Einschätzung „nachdenklich“ macht.
Nach Bambi zeichne sich Martins Wirken nach dem Krieg durch eine vorbildliche, auf Internationalität gerichtete museumspolitische Aufbauarbeit aus. „Als Mitbegründer des International Council of Museums, Berater des Auswärtigen Amtes, Direktor der Bayerischen Staatsgemäldesammlungen ab 1957 und Berater der ersten Documenta wie auch der Olympischen Spiele prägte er ganz wesentlich die deutsche Museumsgeschichte der 60er- und 70er-Jahre.“
Die wissenschaftlichen Interessen von Kurt Martin waren weit gestreut. Er publizierte zahlreiche Veröffentlichungen zur Kunst des Mittelalters und der Renaissance, zur französischen Malerei des 19. Jahrhunderts und zur modernen Kunst.

## Veröffentlichungen (Auswahl)
- Die Nürnberger Monumentalplastik in der ersten Hälfte des XIV. Jahrhunderts. Dissertation, Universität München 1924.
- Die Nürnberger Steinplastik im XIV. Jahrhundert. Cassirer, Berlin 1927.
- Deutsche Dichter als Maler und Zeichner. Katalog der Heidelberger Ausstellung. 28. Juni bis 31. August 1931. Heidelberg. Winter, Heidelberg 1931.
- Stadt Schwetzingen (= Die Kunstdenkmäler Badens Band 10: Die Kunstdenkmäler des Amtsbezirks Mannheim, Zweite Abteilung). C. F. Müller, Karlsruhe 1933.
- als Herausgeber: Jacob Burckhardt und die Karlsruher Galerie. Briefe und Gutachten. Staatliche Kunsthalle, Karlsruhe 1941.
- Einführung in: Hans Thoma: Bildnisse der Familie. Bilder und Selbstzeugnisse. = Bildnisse der Familie von Hans Thoma (= Der Kunstbrief. 17, ZDB-ID 847345-6). Mann, Berlin 1947.
- Grünewalds Kreuzigung der Karlsruher Galerie in der Beschreibung von Joris Karl Huysmans. Kupferberg, Mainz 1947.
- Malerei und Plastik im Mittelalters aus Südwestdeutschland. = Peintures et sculptures du Moyen-âge de l'Allemagne du Sud-Ouest. Kurhaus Baden-Baden, Juni – Juli 1947. Klein, Baden-Baden 1947, (Ausstellungskatalog).
- Einführung in: Edouard Manet Die Erschießung Kaiser Maximilians von Mexiko (= Der Kunstbrief. 55). Mann, Berlin 1948.
- als Herausgeber mit Maurice Jardot: Die Meister französischer Malerei der Gegenwart. Klein, Baden-Baden 1948.
- als Herausgeber: Skizzenbuch des Hans Baldung Grien. „Karlsruher Skizzenbuch“ (= Veröffentlichung der Holbein-Gesellschaft. 2, ZDB-ID 793402-6). 2 Bände. Holbein-Verlag, Basel 1950, (2. Ausgabe. Phoebus-Verlag, Basel 1959).
- Einführung in: Minnesänger. Achtzehn farbige Wiedergaben aus der Manessischen Liederhandschrift. Klein, Baden-Baden 1953, (mehrere Auflagen).
- Karl Hofer. Staatliche Kunsthalle Karlsruhe, 27. März 1954 bis zum 25. April 1954. Karlsruhe, Hamburg 1954, (Ausstellungskatalog).
- als Herausgeber: Kunst des Abendlandes. (Ein Bilder-Atlas in vier Bänden). 4 Bände. Braun, Karlsruhe 1955–1963.
- Führer durch das Hans-Thoma-Museum. Staatliche Kunsthalle, Karlsruhe 1957.
- Schloss und Garten Schwetzingen. Amtlicher Führer durch Schloss und Garten von Schwetzingen. Photos von Erich Bauer. Müller, Karlsruhe 1957.
- Die Ottonischen Wandbilder der St. Georgskirche in Reichenau-Oberzell (= Reichenau-Bücherei. 2, ZDB-ID 502159-5). Thorbecke, Konstanz 1961, (2., neu bearbeitete und erweiterte Auflage. Thorbecke, Sigmaringen 1975, ISBN 3-7995-3502-0).
- Alte Pinakothek München (= Große Kunstführer. 37, ZDB-ID 259293-9). Schnell & Steiner, München u. a. 1961 (mehrere Auflagen).
- Die vier Apostel. Albrecht Dürer (= Reclams Universal-Bibliothek. Nr. 9087 = Werkmonographien zur bildenden Kunst in Reclams Universal-Bibliothek. 87). Reclam, Stuttgart 1963.
- Der Maler Emanuel Fohn. Prestel, München 1965.
- Schicksale des Isenheimer Altars. Erinnerungen aus der Zeit von 1936 bis 1945. In: Cahiers Alsaciens d'Archéologie, d'Art et d'Histoire. Bd. 11, 1967, ISSN 0575-0385, S. 211–216.
- als Herausgeber: Die Alexanderschlacht von Albrecht Altdorfer. Bruckmann, München 1969.
- als Beiträger: Sport in der Kunst. = Sport in art. = Le sport dans l'art. Katalog zur Freilichtausstellung für die Spiele der 20. Olympiade 1972. 2. August – 20. September. Bruckmann, München 1972, ISBN 3-7654-1463-8.
- Erinnerungen an die französische Kulturpolitik in Freiburg i. Br. nach dem Krieg. Thorbecke, Sigmaringen 1974, ISBN 3-7995-4023-7.